# مطار بريستول
مطار بريستول (بالإنجليزية:  Bristol Airport)‏ (إياتا: BRS، إيكاو: EGGD) هو مطار دولي يقع في لولزجايت بوتوم في مقاطعة سمرست الشمالية وهو يخدم مقاطعة بريستول والمقاطعات المجاورة لها مثل مقاطعة سمرست وويلز الجنوبية . يعتبر المطار في المرتبة الثامنة بين مطارات المملكة المتحدة من حيث حجم الحركة والركاب المسافرين .

## نبذة تاريخية
في عام 1927 قام مجموعة من المستثمرين بإنشاء نادي للطيران في بريستول، في عام 1929 تم تطوير النادي بعد نجاح الفكرة وتحويله إلى مطار محلي يخدم المدينة وإفتتح في عام 1930 من قبل الأمير جورج . ليصبح المطار الثالث على للمملكة المتحدة في ذلك الوقت . وخلال الحرب العالمية الثانية كان مطار بريستول هو المطار المدني الوحيد الذي يقوم بإستقبال الطائرات المدنية في عموم المملكة المتحدة، حيث تم تحويل جميع حركة الطيران المدني إلى مطار بريستول . وفي عام 1957 إنتقل المطار إلى موقعة الجديد في بولزجايت بوتوم وأطلق عليه مطار بريستول بولزجايت . تم بيع 51% من ملكية الشركة المالكة للمطار وتغيير اسم المطار إلى مطار بريستول الدولي خلال عام 1997 .

## منشآت المطار

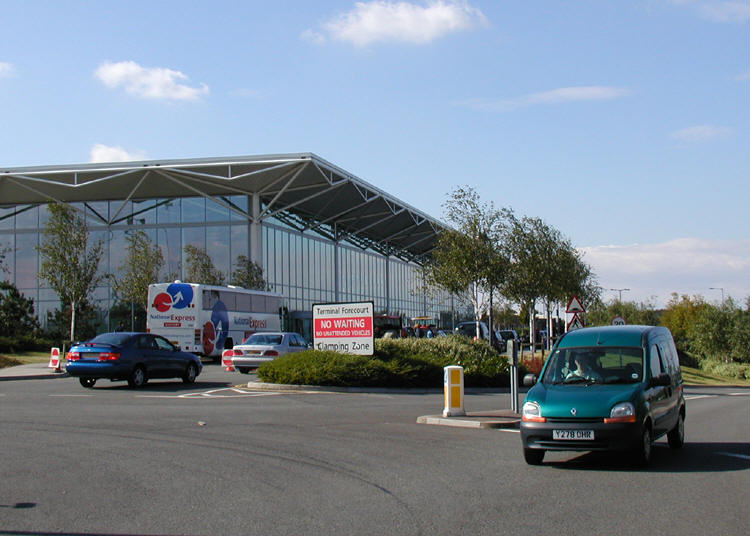
مبنى صالة الركاب

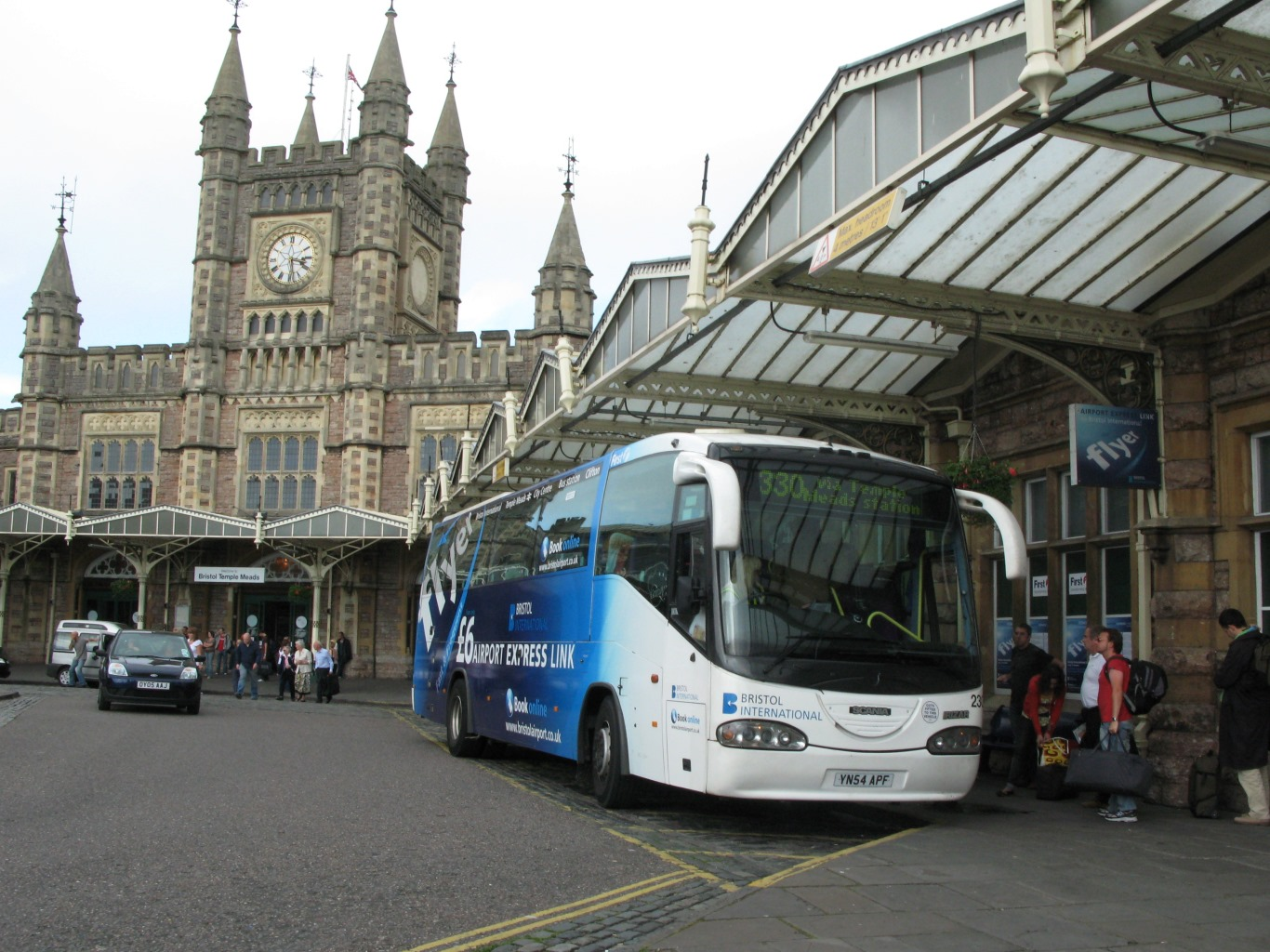
حافلات النقل إلى المطار من محطة القطارات

## خطوط وشركات الطيران

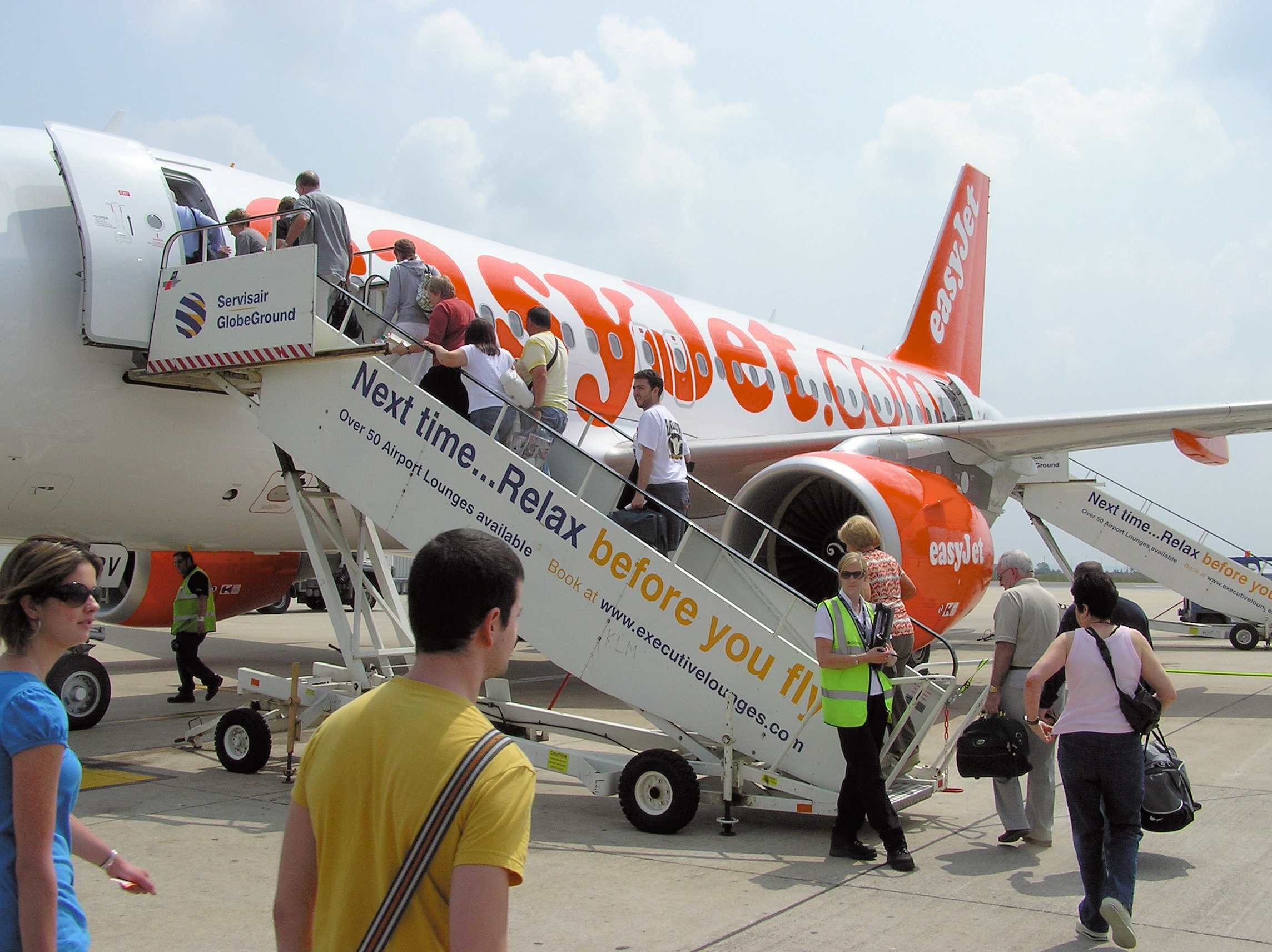
طائرة لشركة ايزي جت في مطار بريستول

## وصلات خارجية
- الموقع الرسمي للمطار